# David Mayoral Lastras
David Mayoral Lastras (Ávila, España, 5 de abril de 1997) fue un futbolista español que jugaba de delantero.

## Trayectoria
Es un jugador formado en el Real Ávila. Posteriormente fichó por la U. D. Santa Marta y en 2013 pasó a la cantera del Real Valladolid. El atacante, que puede desempeñarse en la mayoría de las posiciones ofensivas, tirado a una banda, como segundo punta o siendo la máxima referencia, Mayoral ha seguido evolucionando desde su llegada a Los Anexos, hasta convertirse en internacional en las categorías inferiores con la selección española.
En la temporada 2015-16, siendo juvenil, disputó 28 partidos con el Real Valladolid B, demostrando que en el filial del Real Valladolid la Segunda B se le quedaba algo pequeña, a pesar de encontrarse en su primer año como sénior. En la siguiente temporada, disputa 24 partidos con siete goles anotados con el  B en la Segunda B.
El 28 de agosto de 2016 debutó con el Real Valladolid en la Segunda División de España, en el primer partido de Liga frente al Real Oviedo, jugando en el tramo final del partido y ya no volvería a disputar un solo minuto a las órdenes de Paco Herrera en la temporada.
En marzo de 2017, tras renovar con el Real Valladolid hasta 2020, el jugador fue cedido al UCAM Murcia Club de Fútbol de la Segunda División de España. La operación, fuera del periodo de fichajes, fue autorizada por LaLiga y la RFEF por la lesión de larga duración de Luis Fernández, jugador del conjunto murciano.
El 28 de agosto de 2018 se hizo oficial su cesión a la Agrupación Deportiva Alcorcón.
En agosto de 2019, tras rescindir su contrato con el Real Valladolid, regresó al UCAM Murcia Club de Fútbol, que se encontraba en la Segunda B.
En julio de 2020 se hizo oficial su incorporación al Cádiz C. F., la que sería su primera experiencia en la Primera División. Sin embargo, el 8 de septiembre fue prestado al F. C. Hermannstadt de la Liga I rumana durante la temporada 2020-21.
En junio de 2021 se confirmó su cesión al Club Deportivo Lugo por parte del equipo gaditano. Entraba a formar parte de la plantilla que competía en la Segunda División. Tras solo 4 partidos el 18 de septiembre de 2021 sufría una lesión en el menisco de su rodilla que le obligó a pasar por quirófano en octubre, lesión que se fue complicando hasta el punto de no poder jugar por las molestias que sufría por lo que debía valorar que si volver a operar o seguir un tratamiento conservador. No consiguió recuperarse en una temporada que era clave para despuntar en su carrera. 
El 6 de junio de 2022 anunció su retirada con 26 años tras no superar la grave lesión de rodilla.

## Estadísticas
Actualizado al último partido disputado el 18 de septiembre de 2021.
| Real Valladolid C. F. "B" · España      | 2.ª B         | 2015-16       | 28  | 1  | — | — | — | — | 28  | 1  |
| Real Valladolid C. F. "B" · España      | 2.ª B         | 2016-17       | 25  | 7  | — | — | — | — | 25  | 7  |
| Real Valladolid C. F. · España          | 2.ª           | 2016-17       | 1   | 0  | 0 | 0 | — | — | 1   | 0  |
| UCAM Murcia C. F. · España · (cedido)   | 2.ª           | 2016-17       | 7   | 0  | — | — | — | — | 7   | 0  |
| Real Valladolid C. F. "B" · España      | 2.ª B         | 2017-18       | 23  | 4  | — | — | — | — | 23  | 4  |
| Real Valladolid C. F. "B" · España      | Total club    | Total club    | 76  | 12 | 0 | 0 | 0 | 0 | 76  | 12 |
| Real Valladolid C. F. · España          | 2.ª           | 2017-18       | 3   | 0  | 2 | 0 | — | — | 5   | 0  |
| Real Valladolid C. F. · España          | Total club    | Total club    | 4   | 0  | 2 | 0 | 0 | 0 | 6   | 0  |
| A. D. Alcorcón · España · (cedido)      | 2.ª           | 2018-19       | 13  | 0  | 0 | 0 | — | — | 13  | 0  |
| A. D. Alcorcón · España · (cedido)      | Total club    | Total club    | 13  | 0  | 0 | 0 | 0 | 0 | 13  | 0  |
| UCAM Murcia C. F. · España              | 2.ª B         | 2019-20       | 24  | 2  | 1 | 0 | — | — | 25  | 2  |
| UCAM Murcia C. F. · España              | Total club    | Total club    | 31  | 2  | 1 | 0 | 0 | 0 | 32  | 2  |
| F. C. Hermannstadt · Rumania · (cedido) | 1.ª           | 2020-21       | 29  | 5  | 0 | 0 | — | — | 29  | 5  |
| F. C. Hermannstadt · Rumania · (cedido) | Total club    | Total club    | 29  | 5  | 0 | 0 | 0 | 0 | 29  | 5  |
| C. D. Lugo · España · (cedido)          | 2.ª           | 2021-22       | 4   | 0  | 0 | 0 | — | — | 4   | 0  |
| C. D. Lugo · España · (cedido)          | Total club    | Total club    | 4   | 0  | 0 | 0 | 0 | 0 | 4   | 0  |
| Total carrera                           | Total carrera | Total carrera | 157 | 19 | 3 | 0 | 0 | 0 | 160 | 19 |
| (1) Incluye datos de la Copa del Rey.   |               |               |     |    |   |   |   |   |     |    |